# Afgán afgáni
Az afgán afgáni (pastuul: افغانۍ; dariul: افغانی ) Afganisztán jelenlegi hivatalos pénzneme. Olykor találkozni lehet az afghani írásmóddal is, amely az arab betűs eredetinek az angol helyesírás szerinti átírása; a magyar átírás azonban afgáni. A mostani afgáni 2003-ban, az amerikai megszállást követő pénzreform eredményeként került forgalomba.

## Története
Az első afgánit 1925-ben vezették be (ISO 4217-kód: AFA), amely az afgán rúpia helyébe lépett 1 afgáni = 1,1 rúpia arányban,. 1936-tól az afgáni árfolyamát 1 indiai rúpia = 3,65 afgáni szinten rögzítették, majd 1947-ben 1 indiai rúpia = 13,44 afgáni lett az arány. A monarchia fennállása alatt, Mohammed Zahir sah regnálása idején az érméken és a bankjegyeken is a király portréja szerepelt fő motívumként. Afganisztán amerikai megszállásáig a különféle hadurak, politikai pártok, külföldi hatalmak és pénzhamisítók mind saját afgánit gyártottak mindenféle rendszer vagy például a sorszámok figyelembe vétele nélkül. Miután 1996 decemberében a tálibok szerezték meg az ország irányítását, a központi bank új tálib vezetője a bankjegyek nagy részét (mintegy 100 billió afgáni névértékben) értéktelennek nyilvánította, valamint felmondta a szerződést a bankjegyeket 1992 óta nyomtató orosz céggel. A céget ugyanis meggyanúsították, hogy bankjegyeket szállít az ország északi részére visszaszorult bukott elnöknek. Ebben az időben 1 amerikai dollár mintegy 21 000 afgánit ért. Ezután az Északi Szövetség hozott forgalomba Oroszországban nyomtatott pénzeket, ezeket névértékük feléért árulták a kabuli piacon. 2000-ben 6400 afgánit adtak egy dollárért, 2002-ben már 43 000-et.
2003. január 2-án – egy három hónapos átmeneti időszak után – az új afgáni lett a törvényes fizetőeszköz. 1 új afgáni 1000 régit ért, valamint 1 dollár 43 új afgánit. A bevont pénz névértéke 15 billió régi afgánit tett ki, ami a Tálib uralom és a háború alatti féktelen pénznyomtatás következménye volt. Kezdeti leértékelődés után erősödésnek indult a dollárral szemben az új afgán valuta, ezzel egyidejűleg az infláció is nőtt. Ennek oka a lakosság megnövekedett bizalma a valuta iránt, újra a kereskedelem és gazdaság, valamint a megtakarítások eszköze lett (a dollár és a pakisztáni rúpia mellett). Mostanra viszonylagos stabilitás jellemzi az afgáni árfolyamát, a mindennapi életben elfogadottsága egyre nő, a hatóságok célja a további népszerűsítés.

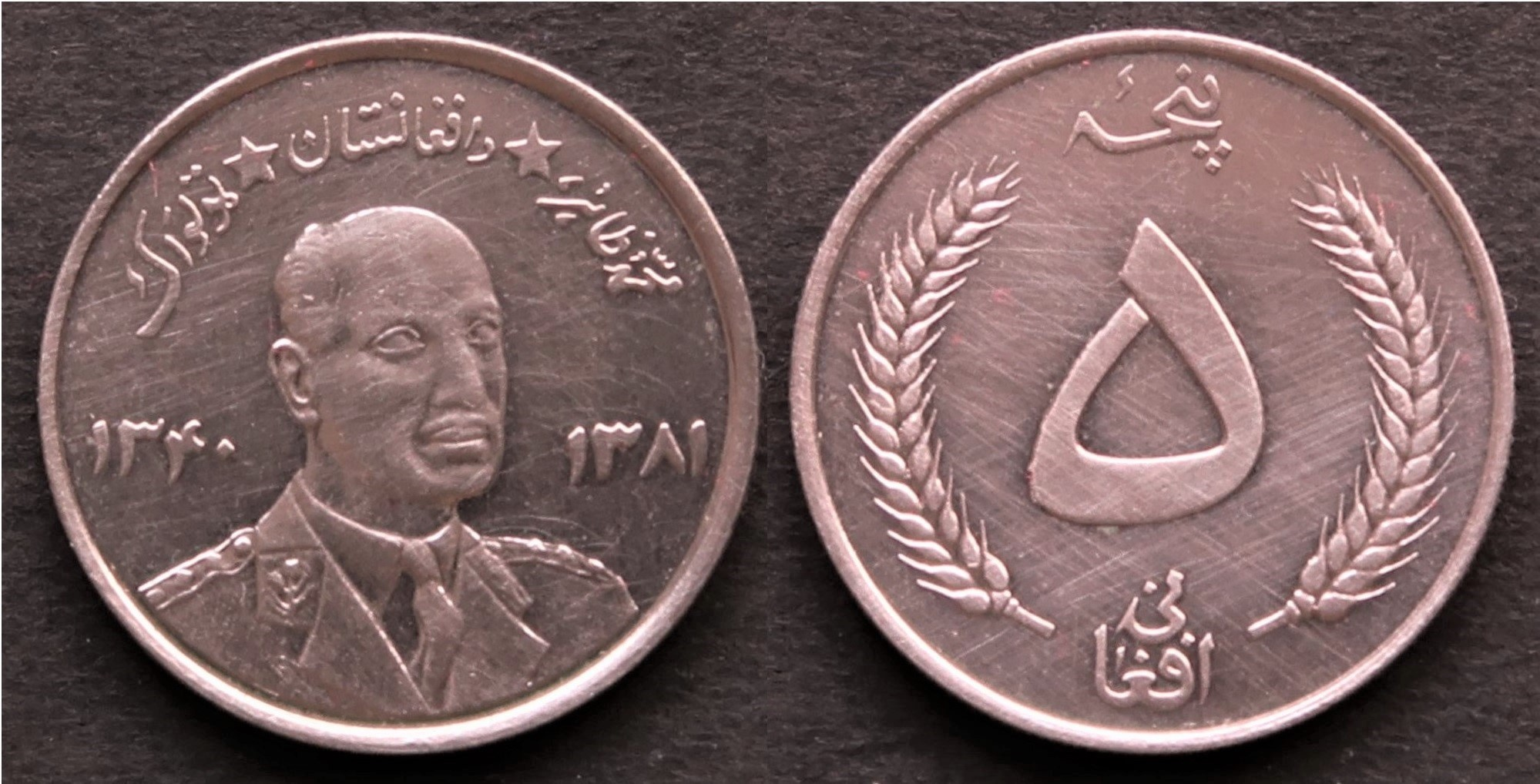
Mohammed Zahir afgán király portréja egy 1961-es, 5 afgánis érmén.
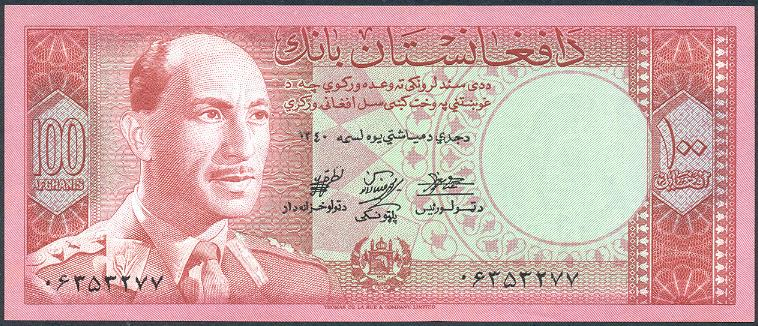
Mohammed Zahir afgán király portréja egy 1963-as sorozatú, 100 afgánis bankjegyen.
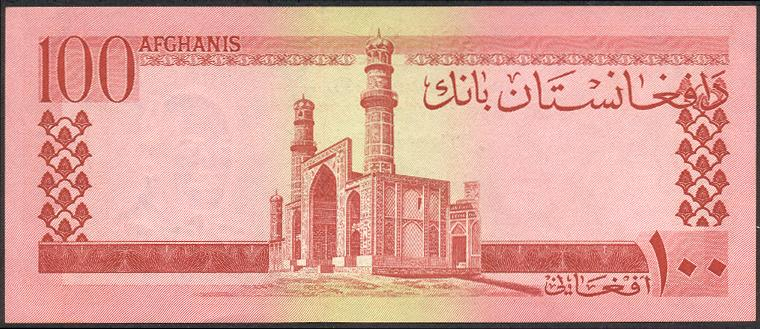
Az 1963-as sorozatú 100 afgánis bankjegy hátoldala.

## Bankjegyek

### 2002-es sorozat
| Előlap | Hátlap | Érték       | Méret       | Szín       | Leírás                       | Leírás                 | Dátum                             | Dátum              |
| Előlap | Hátlap | Érték       | Méret       | Szín       | Előlap                       | Hátlap                 | nyomtatás                         | forgalomba hozatal |
| ------ | ------ | ----------- | ----------- | ---------- | ---------------------------- | ---------------------- | --------------------------------- | ------------------ |
|        |        | 1 afgáni    | 131 × 55 mm | rózsaszín  | Da Afghanistan Bank pecsétje | Mazár-e Sarif-i mecset | 2002 (iszlám naptár szerint 1381) | 2002. október 7.   |
|        |        | 2 afgáni    | 131 × 55 mm | kék        | Da Afghanistan Bank pecsétje | Paghman Gardens        | 2002 (iszlám naptár szerint 1381) | 2002. október 7.   |
|        |        | 5 afgáni    | 131 × 55 mm | Barna      | Da Afghanistan Bank pecsétje | Bala Hissar            | 2002 (iszlám naptár szerint 1381) | 2002. október 7.   |
|        |        | 10 afgáni   | 136 × 56 mm | sárgászöld |                              | Paghman Gardens        | 2002 (iszlám naptár szerint 1381) | 2002. október 7.   |
|        |        | 20 afgáni   | 140 × 58 mm | barna      |                              |                        | 2002 (iszlám naptár szerint 1381) | 2002. október 7.   |
|        |        | 50 afgáni   | 144 × 60 mm | zöld       |                              |                        | 2002 (iszlám naptár szerint 1381) | 2002. október 7.   |
|        |        | 100 afgáni  | 148 × 62 mm | ibolya     |                              |                        | 2002 (iszlám naptár szerint 1381) | 2002. október 7.   |
|        |        | 500 afgáni  | 152 × 64 mm | kék        |                              | Torony                 | 2002 (iszlám naptár szerint 1381) | 2002. október 7.   |
|        |        | 1000 afgáni | 156 × 66 mm | narancs    |                              |                        | 2002 (iszlám naptár szerint 1381) | 2002. október 7.   |